# Johan Lohe

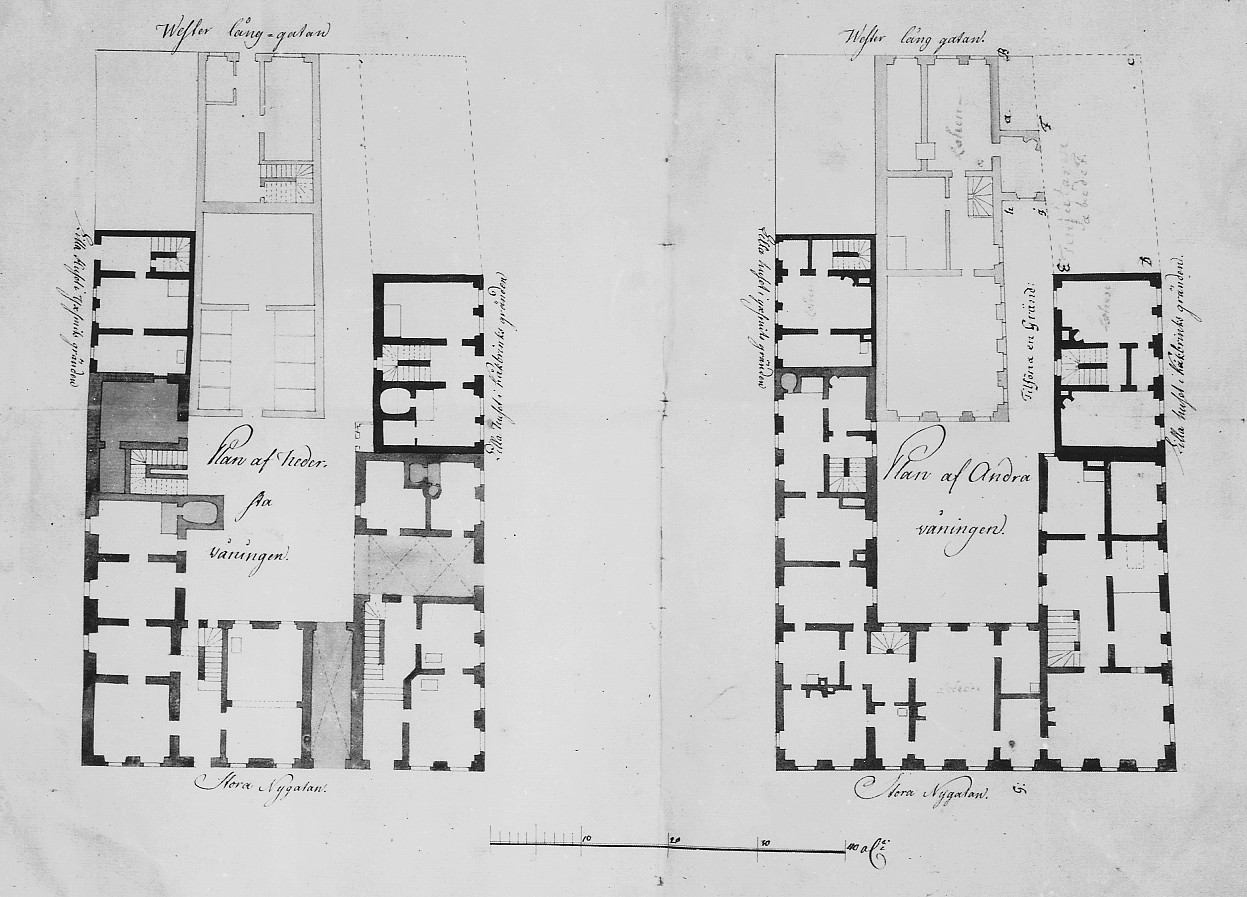
Loheska huset i kvarteret Ulysses, 1762.

Johan Lohe, född 28 oktober 1643 en mil från Jever i Ostfriesland i Tyskland, död 19 januari 1704 i Stockholm, var en svensk penningutlånare, redare och bruksägare. 

## Biografi
Johan Lohe föddes troligen på sin fars gods Meringsburg i Tyskland. Endast 15 år gammal flyttade han 1658 till Stockholm, där han några år uppehöll sig hos sin kusin Henrik Lohe. Den 7 december 1673 ingick Johan äktenskap med Anna Blume. Hon var dotter till den kunglige hovkonditorn Tobias Blume från Spandau och hans andra hustru Anna Tecklean. Under 21 års tid fick Johan med sin hustru Anna arton barn, tretton av dessa nådde vuxen ålder.
År 1686 köpte Johan Lohe Hälleforsnäs bruk av räntmästare Börje Cronberg och två år senare införlivades Ströms Bruk i vad som skulle bli ett stort bruksimperium.  Han ägde även sockerbruk, järnbruk, handelshus, skeppsfart och bankirrörelse.  Familjen lånade ut pengar mot hög ränta, till och med till kungen, och det sades att de var ”giriga, misstänksamma och icke alltför nogräknade”.   Han blev adlad Lohe år 1703. 
Johan Lohe dog 1704 i Stockholm och ligger begravd i Loheska gravkoret i Fors kyrka i Eskilstuna.  När Johan avled utbröt en bitter familjefejd under fyra år om det enorma arvet, med överklaganden av testamentet från barnen mot modern, hans änka Anna Lohe som överlevde honom med 27 år. Fram till sin bortgång den 23 januari 1731 förvaltade hon familjens enorma förmögenhet.

### Familj
Lohe gifte sig 4 december 1673 i Stockholm med Anna Blume (1654–1731), dotter till hovkonditorn Tobias Blume från Spandau och Anna Techlin från Pommern. De fick tillsammans barnen brukspatronen Henrik Lohe (död 1710), Anna Margareta Lohe (1675–1747) som var gift med lagmannen Ulrik Christoffer Frölich, Engel Maria Lohe (död 1691), Johan Fredrik Lohe (1679–1741), Carl Ulrik Lohe (född 1692), kammarherre Adolf Tobias Lohe (1683–1759), Hedvig Lucia Lohe (1684–1770) som var gift med landshövdingen Adam Leijel, kammarherren Conrad Anton Lohe (död 1763), Johanna Lohe, Gustaf Gpttfrid Lohe (1693–1729), Maria Engel Lohe (1694–1728) som var gift med statssekreteraren Henrik Bunge, Daniel Lohe, Petronella Lohe (född 1696) som var gift med handelsmannen Claes Wittmack och Jakobina Lohe (1696–1738) som var gift med kungliga sekreteraren Baltzar Bunge och kammarherren Anders Nordenflycht.

## Fiktion
Johan Lohe liksom Anna Lohe figurerar båda som framträdande gestalter i Olov Svedelids romanserie om Catarina i sju delar från 1986-2004, med början En Dufva i Stockholm 1986.